# Турово (Смоленский район)
Турово — деревня в Смоленском районе Смоленской области России. Входит в состав Катынского сельского поселения. Население — 2 жителя (2007 год). 
Расположена в западной части области в 25 км к западу от Смоленска, в 4 км южнее автодороги А141 Орёл — Витебск, на берегу реки Вязовня. В 1 км севернее деревни расположена железнодорожная станция Воронино на линии Москва — Минск. 

## История
В годы Великой Отечественной войны деревня была оккупирована гитлеровскими войсками в июле 1941 года, освобождена в сентябре 1943 года. 